# Theridion lacticolor
Theridion lacticolor là một loài nhện trong họ Theridiidae.
Loài này thuộc chi Theridion. Theridion lacticolor được Lucien Berland miêu tả năm 1920.